# 管嘉禎
管嘉禎（1501年—？年），字吉甫，號鶴渠，山東莱州府高密縣（今高密市）人，匠籍。明朝政治人物，嘉靖癸未進士。

## 生平
嘉靖元年（1522年）山东乡试第二十四名举人，二十三岁联捷嘉靖二年（1523年）癸未科会试第三百六名，廷试三甲一百九十二名進士。官至直隸無錫縣知縣，擢吏部文選司主事，為官廉明。

## 家族
曾祖管進。祖父管惠。父管九雲，训导。母王氏。重庆下。弟嘉祐、嘉福、嘉祉、嘉祥、嘉謨。弟管嘉福，亦為癸丑進士。